# Oberbilk
Oberbilk ist ein dicht besiedelter, in der Nähe der Stadtmitte liegender und zum Stadtbezirk 3 gehörender Stadtteil von Düsseldorf. In der Vergangenheit prägte die Eisen- und Stahlindustrie den früheren Arbeiterstadtteil. Seit Schließung der letzten Werke Anfang der 1980er Jahre durchläuft Oberbilk einen Strukturwandel.

## Geographie und Bevölkerung

### Lage
Oberbilk liegt östlich von Bilk, der Friedrichstadt und der Stadtmitte. Nördlich schließt sich Flingern-Süd an. Im Osten grenzt der Stadtteil an Lierenfeld und Eller. Südlich von Oberbilk liegt Wersten. Der am dichtesten besiedelte nördliche Teil Oberbilks liegt östlich des Düsseldorfer Hauptbahnhofes inmitten eines großen Gleisdreiecks. Südlich schließen sich der Volksgarten, der Stoffeler Friedhof und der Südpark, der zum Teil schon zu Wersten gehört, an.

### Bevölkerung und Sozialstruktur
Auf 3,94 km² leben rund 30.500 Menschen. Der Ausländeranteil liegt mit rund 35 % etwa 12,5 Prozentpunkte über dem Durchschnitt der Stadt (alle Angaben zum 31. Dezember 2016).
Das niedrige Niveau der Mieten hat Einwanderer aus verschiedenen Ländern angezogen. Die Stadt versucht mit Straßenbegrünung und Verkehrsberuhigung das Viertel wohnlicher zu gestalten. Rund um den Lessingplatz wirkt dieser Teil Oberbilks mittlerweile eher gutbürgerlich. Am südlichen Ende der Kölner Straße leben viele italienische, marokkanische und türkische Einwanderer, daneben auch viele Griechen und in letzter Zeit Einwanderer aus Osteuropa und Subsahara-Afrika. Neben alteingesessenen Geschäften gibt es mittlerweile zahlreiche Läden, die internationale Waren anbieten. Die Kiefernstraße mit ihrer ehemaligen Hausbesetzerszene, die Moschee an der Ronsdorfer Straße sowie die dort liegenden Diskotheken im ehemaligen Mannesmann Stahlwerk befinden sich bereits in Flingern-Süd oder Lierenfeld, sind aber durch Industrieflächen von diesen Stadtteilen abgetrennt, so dass sie eher mit Oberbilk eine städtebauliche Einheit bilden.
Im Zuge des Strukturwandels kommt es zu Verdrängungsprozessen der ansässigen Bevölkerung durch einkommensstärkere Schichten mit höherem Status (Gentrifizierung). Diese Prozesse beschränken sich bisher auf einige „Inseln“ im Stadtteil.

### Grünflächen und Stadtteil-Parks
In Oberbilk befindet sich der flächenmäßig größte Park Düsseldorfs: der Südpark. In seiner Gesamtfläche umfasst dieser 70 Hektar. Zum Südpark gehören neben dem Volksgarten die beiden Teile „Unter dem Deich“ (23 Hektar) sowie die Gartenachse „In den Gärten“ (20 Hektar). Darüber hinaus liegt in Oberbilk – an der Grenze zu Flingern – der Bürgerpark IHZ (4,5 Hektar).

## Geschichte

### Die Anfänge (1384–1838)
Oberbilk gehörte zu der bereits 1384 eingemeindeten Ortschaft Bilk. Es handelte sich um ein bewaldetes und sandiges Gelände. Aus dem lateinischen Namen für Sand(platz), arena entwickelte sich der Name Arenbilk(e), der sich mundartlich bis Mitte des 18. Jahrhunderts in Orenbilke, Orembilke oder auch Orrenbilke wandelte. Parallel dazu entwickelte sich bereits im 14. Jahrhundert der Name Overbilke, der auf die im Vergleich zu Bilk höhere Lage anspielte. Oberbilk ist seit 1677 geläufig. Bis Ende des 18. Jahrhunderts war die Gegend noch durch Landwirtschaft geprägt.

### Industrialisierung (1838–1945)

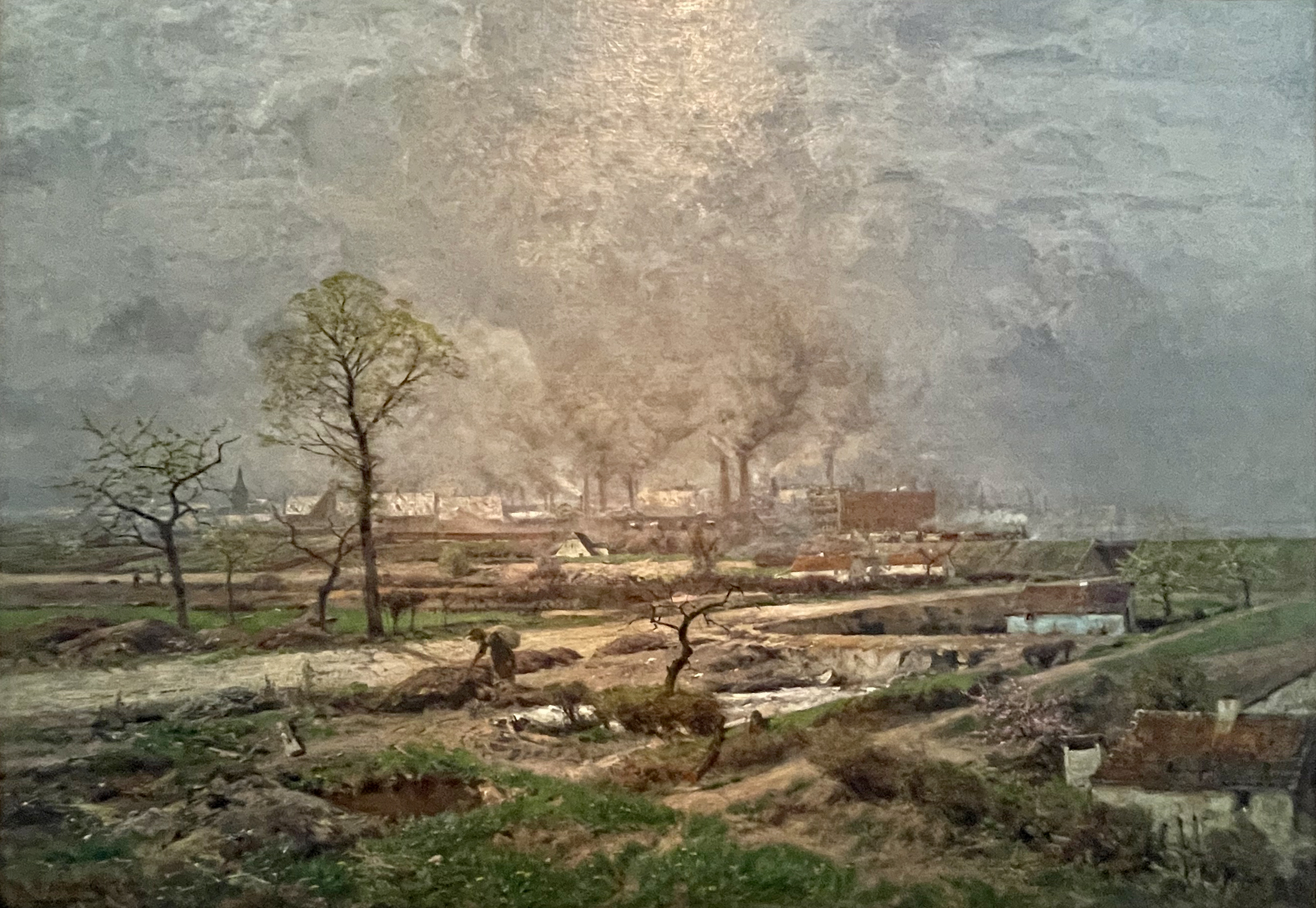
Sicht vom 1891 angelegten Volksgarten auf das Industriegebiet von Oberbilk. Im Vordergrund die Köln-Mindener Eisenbahnstrecke. Heinrich Hartung (1897)

Wohnhaus in der Heerstraße

1838 wurden die Trassen der Düsseldorf-Elberfelder Eisenbahn und 1845 die der Cöln-Mindener Eisenbahn-Gesellschaft durch Oberbilk gelegt. Um 1850 stieg die Nachfrage nach Stahl für den Eisenbahnbau stark an und die Stahlproduzenten suchten nach neuen Standorten. Die gute Eisenbahnanbindung an die Kohlegruben des Ruhrgebietes sowie die günstigen Bodenpreise machten Oberbilk zu einem interessanten Standort für die Stahlindustrie. Das erste Puddelstahlwerk errichteten 1852 die Brüder Richard aus Belgien. Es folgten schon bald weitere belgische Industrielle wie Jean Louis Piedbœuf mit weiteren Puddelstahlwerken, einer Dampfkesselfabrik, einem Blechwalzwerk und einer Nagelfabrik.
Im Jahre 1860 verlegte die Industriellenfamilie Poensgen ihre Werke nach Düsseldorf und legte schließlich den Grundstein zur Entwicklung der Großindustrie in Düsseldorf. Die Produktionsstätten der Oberbilker Stahlwerke AG, vormals C. Poensgen, Giesbers & Co., konzentrierten sich auf den Bereich, wo sich heute der Bertha-von-Suttner-Platz und der südliche Eingang zum Hauptbahnhof befinden (die damalige Anschrift lautete Körnerstraße 34, welche von der Eisen- bis zur Schlägerstraße verlief). Das Düsseldorfer Röhren- und Eisenwalzwerk war an der Kölner Straße mit Anschlussbahn angesiedelt, sowie Eigentümer einiger Werkshäuser.
So rasch die industrielle Entwicklung fortschritt, so schnell bildeten sich Wohngebiete für die Arbeiter im Wesentlichen in Form komfortloser und billiger Mietskasernen. Die Mehrzahl der Arbeitskräfte wanderte aus recht unterschiedlichen Regionen und Milieus zu. Durch die auf Bahndämmen verlaufenden Gleise vom Rest der Stadt getrennt, entwickelte sich in Oberbilk dennoch eine eigenständige homogene Ortsteilkultur und Identität. Der Schriftsteller Dieter Forte beschreibt den Stadtteil und seine Sozialstruktur in der Zeit zwischen den beiden Weltkriegen sehr lebendig in seiner Romantrilogie Das Haus auf meinen Schultern.
Mit drei Kinos, zwanzig Kneipen, darunter einer mit Hausbrauerei und gut einhundert Geschäften war die Kölner Straße mit dem Oberbilker Markt in der Mitte das Zentrum des neuen Stadtteils. Neben der Industrie und Arbeiterwohnhäusern spielte das Handwerk im 19. Jahrhundert eine wichtige Rolle bei der Entstehung des Stadtteils. Es handelte sich dabei um kleine Hinterhofbetriebe. Diese Mischung aus Wohnen im Vorderhaus und Kleingewerbe bzw. Handwerk im Hinterhof prägt Oberbilk bis heute.

### Wiederaufbau und Niedergang (1945–1979)
Im Zweiten Weltkrieg wurde Oberbilk stark zerstört. Bis weit in die 1970er Jahre wurden die Kriegsschäden repariert. An eine Sanierung der Gebäude war jedoch auf Grund des niedrigen Mietniveaus oftmals noch immer nicht zu denken, so dass der Stadtteil zu verwahrlosen drohte, insbesondere nachdem in den 1970er und 1980er Jahren die letzten Industriearbeitsplätze in Oberbilk verschwunden waren.

### Strukturwandel (seit 1979)

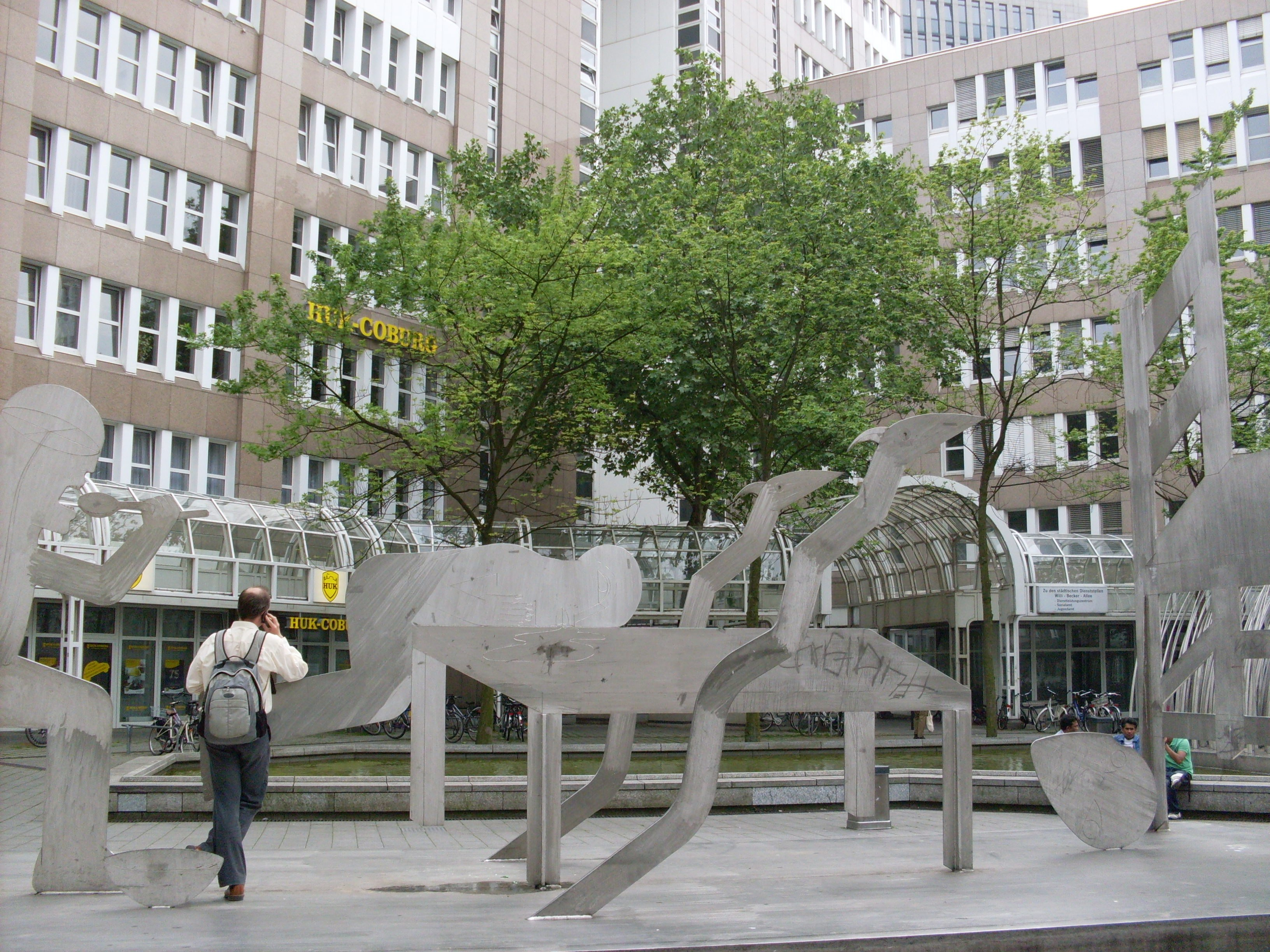
Bertha-von-Suttner-Platz (östlicher Vorplatz des Hauptbahnhofs), Plastiken von Horst Antes

Der Fortzug und Niedergang der Schwerindustrie aus dem Stadtteil boten allerdings auch neue Chancen für die Stadtentwicklung. Nachdem 1979 das Poensgen’sche Stahlwerk am südlichen Ende des Hauptbahnhofes nach Holthausen umgesiedelt werden konnte, konnte der Hauptbahnhof in Richtung Osten nach Oberbilk geöffnet werden. Mit dem Bertha-von-Suttner-Platz entstand ein zweiter Bahnhofsvorplatz, über den der Stadtteil fußläufig an den Hauptbahnhof und die Stadtmitte angebunden wurde. In den neu entstandenen Gebäuden um den Bertha-von-Suttner-Platz siedelten sich die Zentralbibliothek der Stadtbüchereien, die Volkshochschule, das zentrale Einwohnermeldeamt und mehrere Gerichte an.
1987 fand die Bundesgartenschau statt. Das 70 Hektar große Ausstellungsgelände, das überwiegend in Oberbilk lag (teilweise auf dem Gebiet des früheren Stadtteils Stoffeln, von dem 1975 ein großer Anteil Oberbilk zugeschlagenen worden war), umfasste den Volksgarten und neu gestaltete Flächen südlich des bereits 1893 fertiggestellten Parks. Der Eröffnung waren auch umfangreiche Wohnumfeldverbesserungen in den Vierteln nördlich des Volksgartens vorausgegangen um eine attraktive fußläufige Verbindung vom schon nach Osten geöffneten Hauptbahnhof zum BUGA-Gelände zu schaffen.
Von 1996 bis 2002 folgte der U-Bahn-Bau, der neben anderen Einflüssen dem alteingesessenen Einzelhandel auf der Kölner Straße die Existenzgrundlage entzog. Zwischenzeitlich wurde die gesamte Straße als Einkaufsstraße in Frage gestellt und drohte zu verwahrlosen. Im Rahmen einer 2,7 Millionen Euro teuren oberirdischen Neugestaltung der Straße in der Zeit von November 2003 bis September 2004 besserte sich das Bild vorübergehend etwas. Im Sommer 2008 kam es jedoch zu Geschäftsaufgaben von zwei Kundenmagneten. Im Herbst wurde einer der letzten geschlossen.
Leerstände erreichten neue Höchststände und der Anteil an Textildiscountern, Ramschläden und Schnellimbissen war stark gestiegen. Die Leerstände betreffend waren jedoch am Ende des Jahres 2014 kaum noch welche zu verzeichnen.

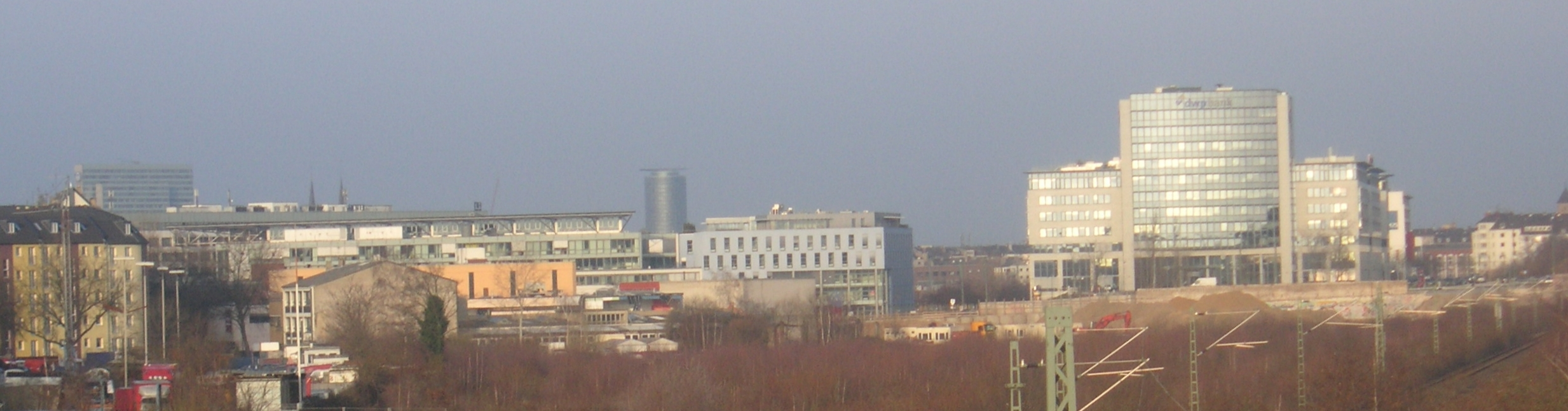
Blick auf Oberbilk, im Vordergrund die Baustelle des Justizzentrums

Östlich der Werdener Straße und südlich der Erkrather Straße wurde seit Ende der 1980er Jahre auf einem ehemaligen Werksgelände der Daimler AG ein neues Bürogebiet entwickelt, das „IHZ Internationales Handelszentrum“. So konnten unter anderem PricewaterhouseCoopers, die Deutsche WertpapierService Bank und ein Vier-Sterne-Hotel der spanischen Kette NH Hoteles angesiedelt werden. Der Standort wurde mit dem vier Hektar großen IHZ-Park aufgelockert, dem sich ein neues Wohngebiet anschließt.
1999 wurde Oberbilk zudem in das Förderprogramm des Landes Nordrhein-Westfalen „Soziale Stadt NRW“ aufgenommen. Für Oberbilk und das benachbarte Flingern wurde ein Finanzvolumen von 24 Millionen Euro zur Verfügung gestellt. 2010 wurde am Oberbilker Markt der Neubau des Düsseldorfer Land- und Amtsgericht eröffnet.
Ein Gelände zwischen Kölner Straße, Readinger Straße und Erkrather Straße war früher ein Standort der Deutschen Post AG für ein Postverteilzentrum und ist inzwischen in Besitz der Catella Corporate Finance GmbH und weiterer Projektentwickler übergegangen, die entsprechend eines städtebaulichen Wettbewerbs von 2011 Wohnungen sowie Hotels, Kindertagesstätten und Einzelhandel errichten wollen.
Nahezu fertiggestellt ist die Realisierung von Wohnungen auf dem ehemaligen Güterbahnhof Düsseldorf-Lierenfeld, der sich jedoch faktisch im Stadtteil Oberbilk befindet. Wegen geplanter Umbaumaßnahmen für den Rhein-Ruhr-Express ab 2028 sollen die verbliebenen Gleise reaktiviert und ein temporärer Haltepunkt für den Personenverkehr eingerichtet werden.

### Liste bekannter Personen
- Der deutsche Autor Dieter Forte (1935–2019) lebte bis Anfang der 1970er Jahre in Oberbilk.[19]
- Die Philanthropin Emma Burmann lebte und wirkte in Oberbilk.
- Der Schlagersänger Heino wurde 1938 in Oberbilk geboren.
- Die Autorin und Journalistin Mithu Sanyal wurde 1971 in Oberbilk geboren.
- Die Bundestagsabgeordnete Sahra Wagenknecht lebte 2009 in Oberbilk.[20]
- Der Deutschrap-Künstler Al-Gear stammt aus Oberbilk. Dies thematisiert er in vielen seiner Lieder.
- Der Franziskanerpater Bruno (Hubert) Linden, Missionar in Brasilien (* 8. September 1876 Oberbilk + 25. Februar 1960 Joacaba/Brasilien): seine Seligsprechung ist in Vorbereitung.

## Verkehr und weitere Infrastruktur

### Individualverkehr
Der Stadtteil wird von drei Hauptverkehrsadern dominiert. Im Süden bildet die Oberbilker Allee eine wichtige Ost-West-Verkehrsachse der Landeshauptstadt. Von Südwesten nach Nordosten teilt die B 8 den Stadtteil und bildet den „Lastring“, eine wichtige Umgehung der Düsseldorfer Innenstadt für den Schwerlastverkehr. Von Nordwesten nach Südosten führt die Kölner Straße von der Innenstadt in die südlichen Stadtteile Wersten und weiter nach Benrath. Die geplante Ortsumgehung Oberbilk soll den Durchgangsverkehr aufnehmen und die Kölner Straße entlasten.

### Öffentlicher Personennahverkehr
Unter Teilen der Kölner Straße verlaufen die unterirdischen Stadtbahnlinien U75, U76, U77 und U79. Dort befinden sich die U-Bahnhöfe Handelszentrum/Moskauer Straße, Oberbilker Markt/Warschauer Straße, Ellerstraße und Oberbilk Bf./PhilipsHalle.

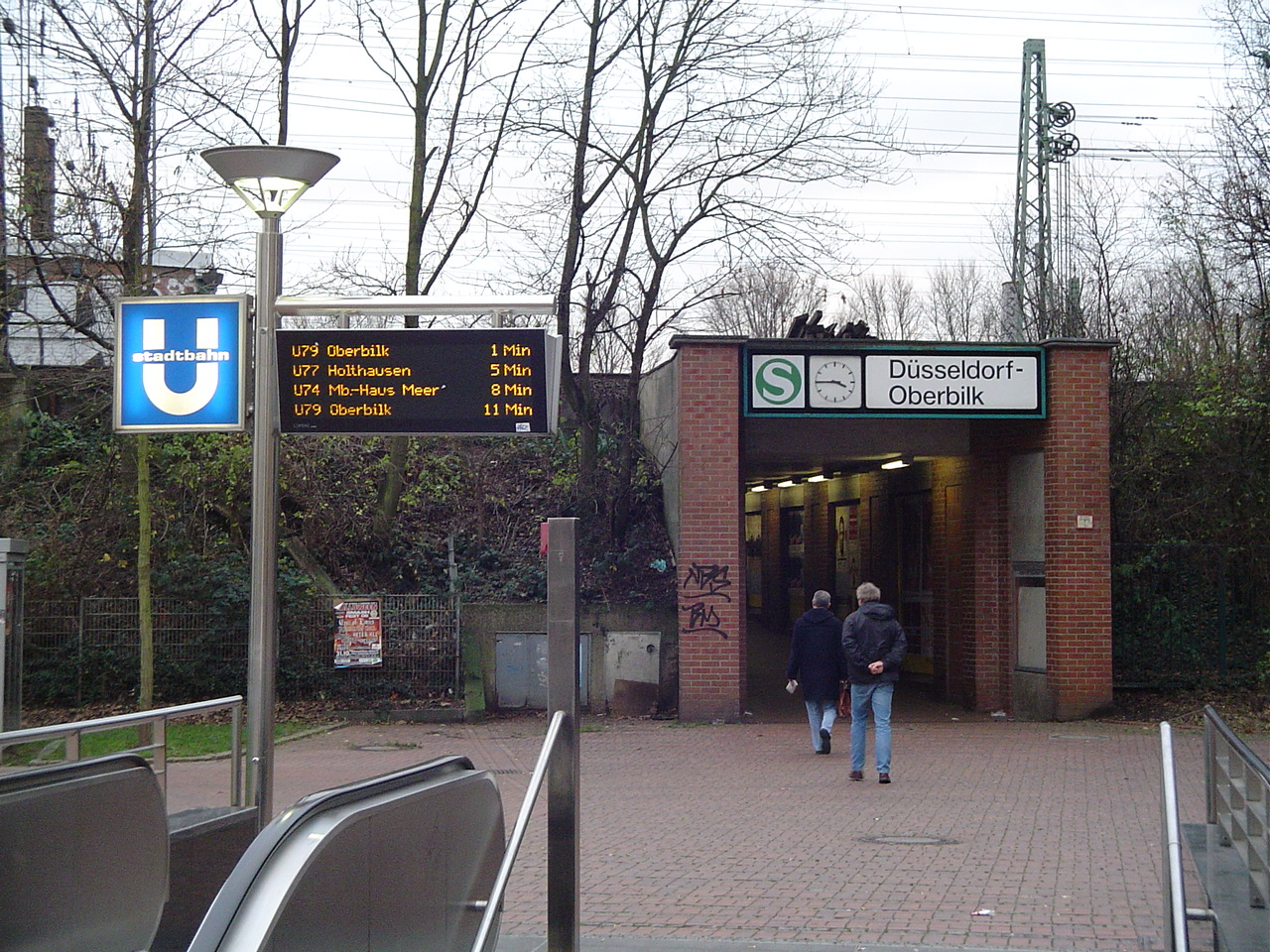
Eingang zum Bahnhof Oberbilk

Im Stadtteil liegt der S-Bahnhof Oberbilk mit den Linien S1, S6 und S68. Drei weitere Bahnhöfe, Düsseldorf Volksgarten, Düsseldorf Friedrichstadt und Düsseldorf Hauptbahnhof, grenzen unmittelbar an den Stadtteil Oberbilk an.

### Verwaltung und Gerichte
Unweit des Volksgartens liegen die Finanzämter Düsseldorf-Mitte und -Süd. Seit 1987 befinden sich das Landesarbeitsgericht, das Arbeitsgericht Düsseldorf, das Finanzgericht Düsseldorf und das Sozialgericht Düsseldorf in Oberbilk im Haus Ludwig-Erhard-Allee 21 in der Nähe des Hauptbahnhofs.
Anfang 2010 sind auch das Amtsgericht und das Landgericht von der Altstadt nach Oberbilk umgezogen. Im Jahr 2006 beschloss der Bau- und Liegenschaftsbetrieb NRW, auf dem ehemaligen Gelände der Vereinigten Kesselwerke einen Neubau für beide Gerichte zu errichten. Am 22. Oktober 2007 erfolgte die Grundsteinlegung. Die Baukosten in Höhe von 80 Mio. Euro werden aus dem Verkaufserlös des alten Gerichtsgebäudes an der Mühlenstraße bestritten. Es sind 900 Arbeitsplätze nach Oberbilk verlagert worden.

### Schulen und Weiterbildung
Im dicht besiedelten Norden des Stadtteils gibt es drei Grundschulen und eine Hauptschule. Hier liegt auch das Lessing-Gymnasium und -Berufskolleg, dessen Einzugsgebiet in die östlich und südlich von Oberbilk liegenden Stadtteile reicht. An der Siegburger Straße im Süden Oberbilks liegen in unmittelbarer Nachbarschaft die Benzenberg-Realschule, die Joseph-Beuys-Gesamtschule und die Elly-Heuss-Knapp-Schule (Berufskolleg). Neu hinzukommen ist 2017 das Städt. Wim-Wenders-Gymnasium an der Schmiedestraße, das in den Bereichen Robotik und Informatik Möglichkeiten zur Spezialisierung bietet und mit dem Tanzhaus NRW und dem Theatermuseum Düsseldorf kooperiert.
Verkehrsgünstig am östlichen Vorplatz des Hauptbahnhofs – dem Bertha-von-Suttner-Platz – befindet sich das Weiterbildungszentrum (WBZ). Unter einem gemeinsamen Dach bieten hier ihre Dienste an: Zentralbibliothek der Stadtbüchereien, Volkshochschule, Bildungsberatung, Competence Center Begabtenförderung Düsseldorf (CCB) und LVR-Zentrum für Medien und Bildung.
2008 hat sich das Design Department Düsseldorf (Akademie für Mode und Kommunikation) an der Mindener Straße niedergelassen.

### Veranstaltungsstätten
Am Bahnhof Oberbilk befindet sich die Mitsubishi Electric Halle, vormals Philipshalle, – eine 1971 fertiggestellte Mehrzweckhalle für Sportveranstaltungen und Konzerte mit einem Fassungsvermögen von bis zu 7500 Personen. Im Volksgarten betreibt der Kabarettist Manes Meckenstock mit dem „Haus der Freude“ eine Kleinkunstbühne in einem historischen Ausflugslokal.

### Einzelhandel
Der südliche Abschnitt der Kölner Straße ist die traditionelle Einkaufsstraße der Oberbilker. Eine weitere Häufung von Geschäften gibt es um den Gangelplatz.
An der Kölner Straße bildet sich zudem eine gewisse Häufung von Geschäften marokkanischer und arabischer Prägung, insbesondere in den Bereichen Textilien und Lebensmittel, heraus.

## Sehenswürdigkeiten und Kunst
Anlässlich der Bundesgartenschau 1987 schufen elf Künstler einen über den Zeitraum der Gartenschau hinaus bestehenden Skulpturenpark im Südpark. Klaus Schrenk schreibt in: „Leitender Gedanke bei diesem Unternehmen war, die besondere Rolle, die die Düsseldorfer Kunstakademie und dort tätige international renommierte Künstler in der Geschichte der Bildenden Kunst nach 1945 einnehmen, zu dokumentieren. […] [Es] entsteht durch die dauerhafte Verankerung der Skulpturen an einem Standort im Südpark eine Präsentation, die in besonderem Maße exemplarisch die Geschichte der bundesdeutschen Plastik beleuchtet.“ Das wohl auffälligste und bekannteste Kunstwerk im Ensemble der zwölf Skulpturen bzw. Plastiken ist das Zeitfeld von Klaus Rinke, das aus 24 regelmäßig angeordneten stehenden Bahnhofsuhren am westlichen Eingang zum Volksgarten besteht.
Auf dem Josefsplatz steht das 1990 von Bildhauer Bert Gerresheim erstellte Josef-Monument. In der Classic Remise im denkmalgeschützten Ringlokschuppen von 1931 treffen sich Freunde alter Autos und Motorräder.

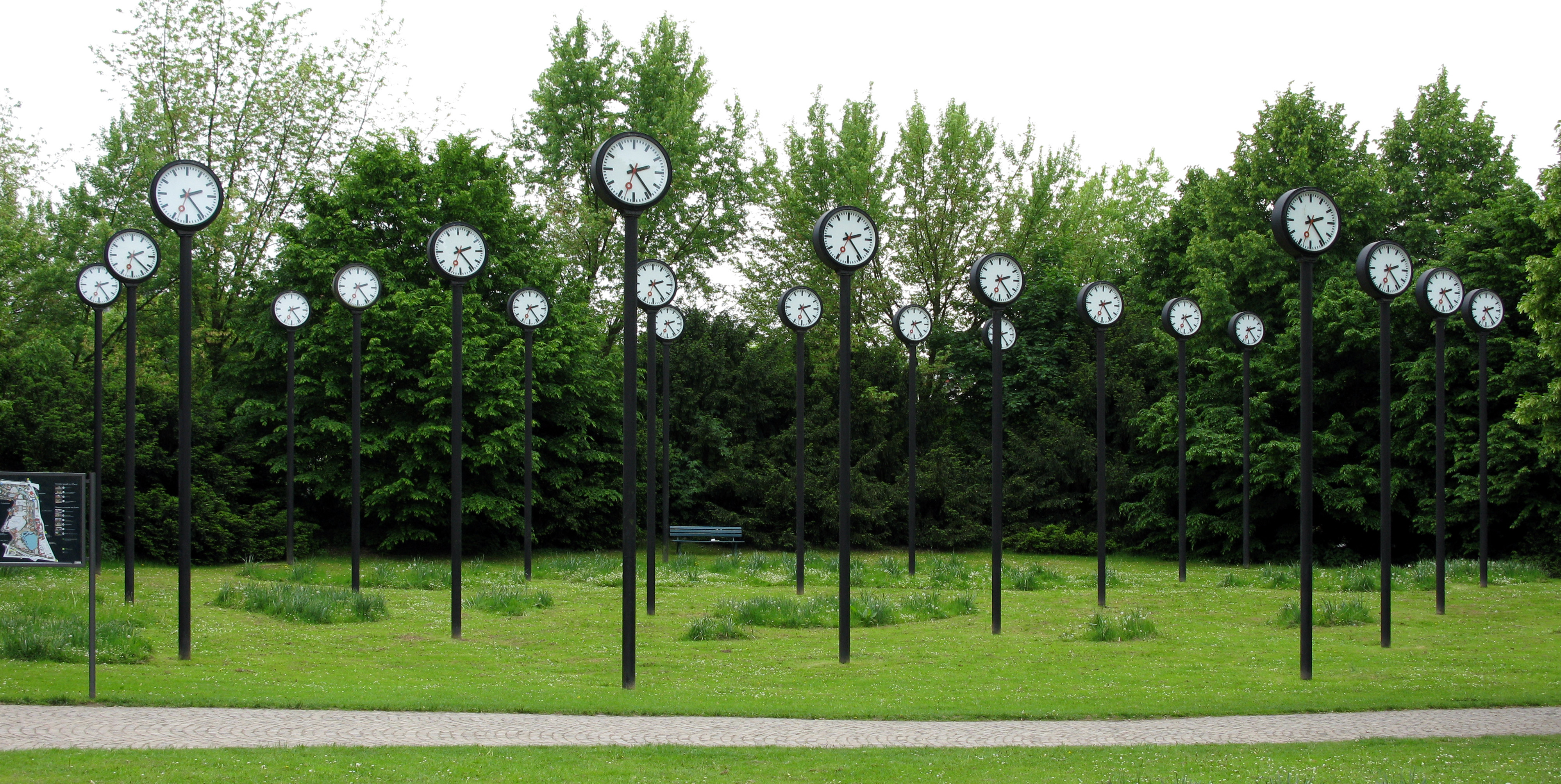
„Zeitfeld“ am Volksgarten
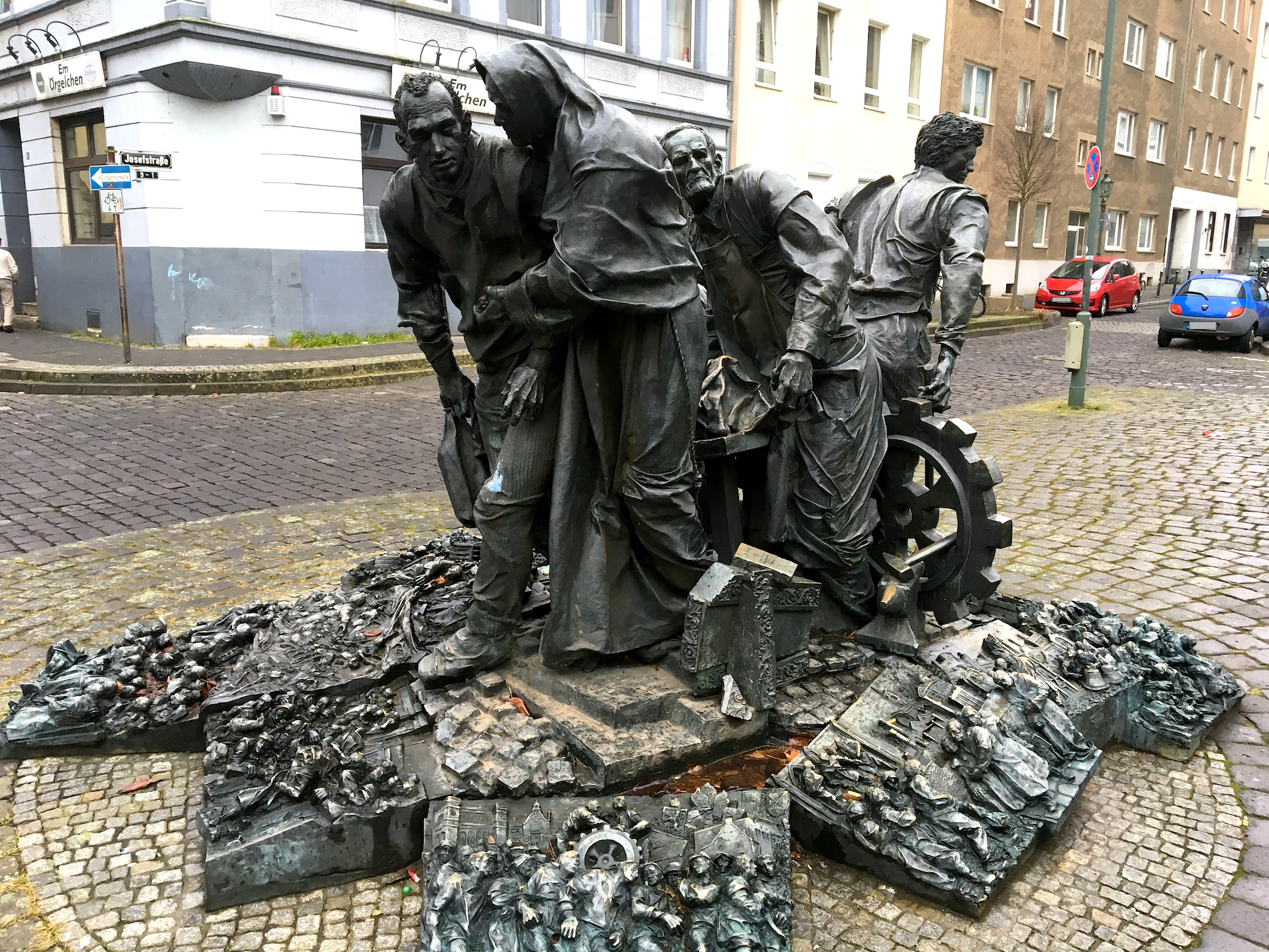
Josef-Monument auf dem Josefplatz
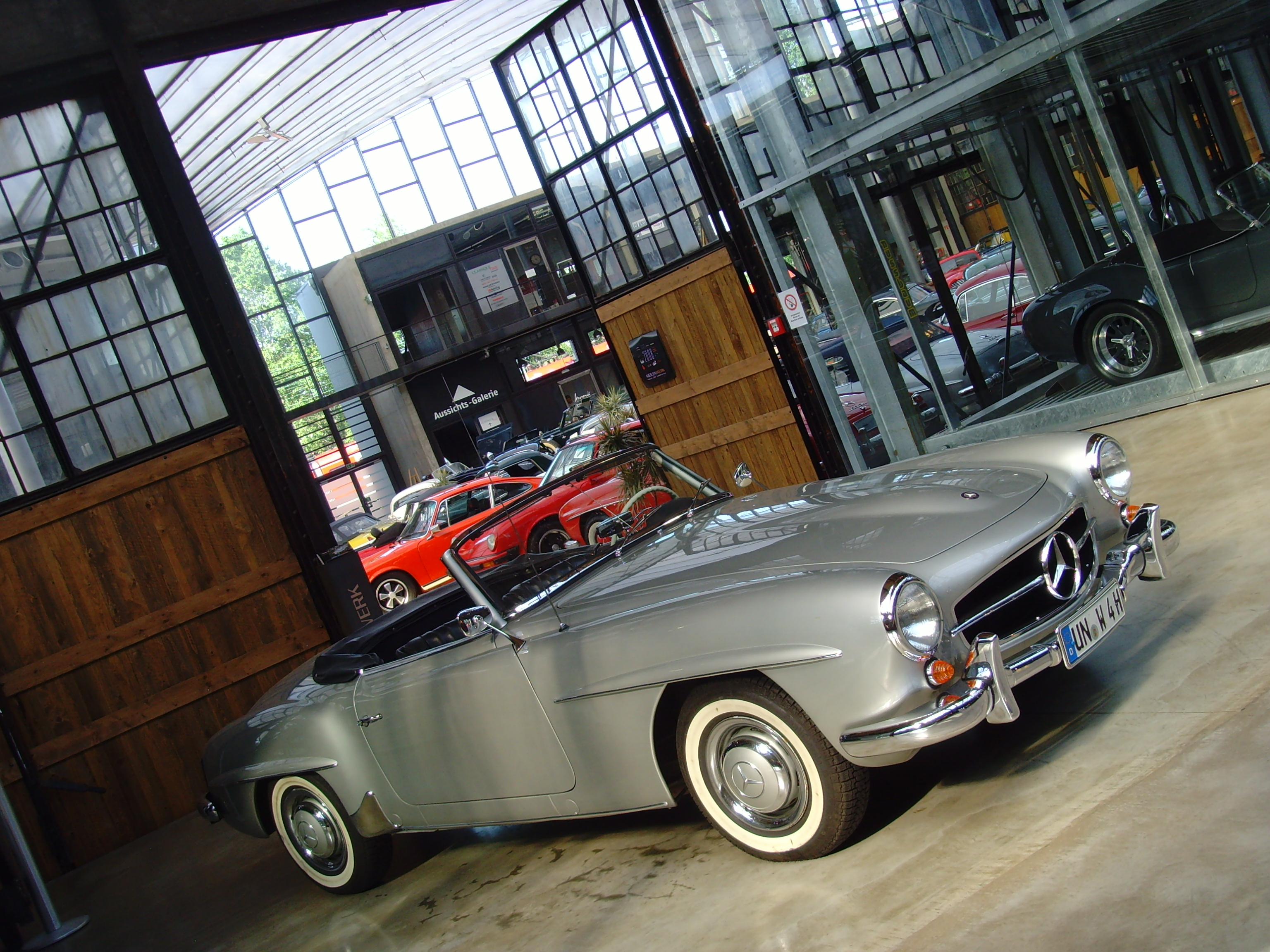
Oldtimer in der Classic Remise